# 欧洲E1公路
欧洲E1公路（E1）是欧洲的一条国际公路，由几段公路组成，起点为北爱尔兰拉恩，经过爱尔兰、西班牙、葡萄牙，终点为西班牙塞维利亚，扣除海洋路段全长约1507公里。
其中从爱尔兰罗斯莱尔港到西班牙拉科鲁尼亚为海洋，无渡轮服务。

## 线路
欧洲E1公路穿过以下主要城市：

- 北爱尔兰：拉恩 - 贝尔法斯特 - 利斯本 - 纽里
- 爱尔兰：邓多克 - 都柏林 - 韦克斯福德 - 罗斯莱尔港 - （海洋）
- 西班牙：（海洋）  - 拉科鲁尼亚 - 圣地亚哥-德孔波斯特拉 - 蓬特韦德拉 - 維戈
- 葡萄牙：瓦伦萨 - 布拉加 - 波尔图 - 阿威罗 - 科英布拉 - 圣塔伦 - 里斯本  - 塞图巴尔 - 阿尔布费拉 - 法鲁 - 马林堡  - 圣安东尼奥雷阿尔城
- 西班牙：韦尔瓦 - 塞维利亚

## 沿途风景

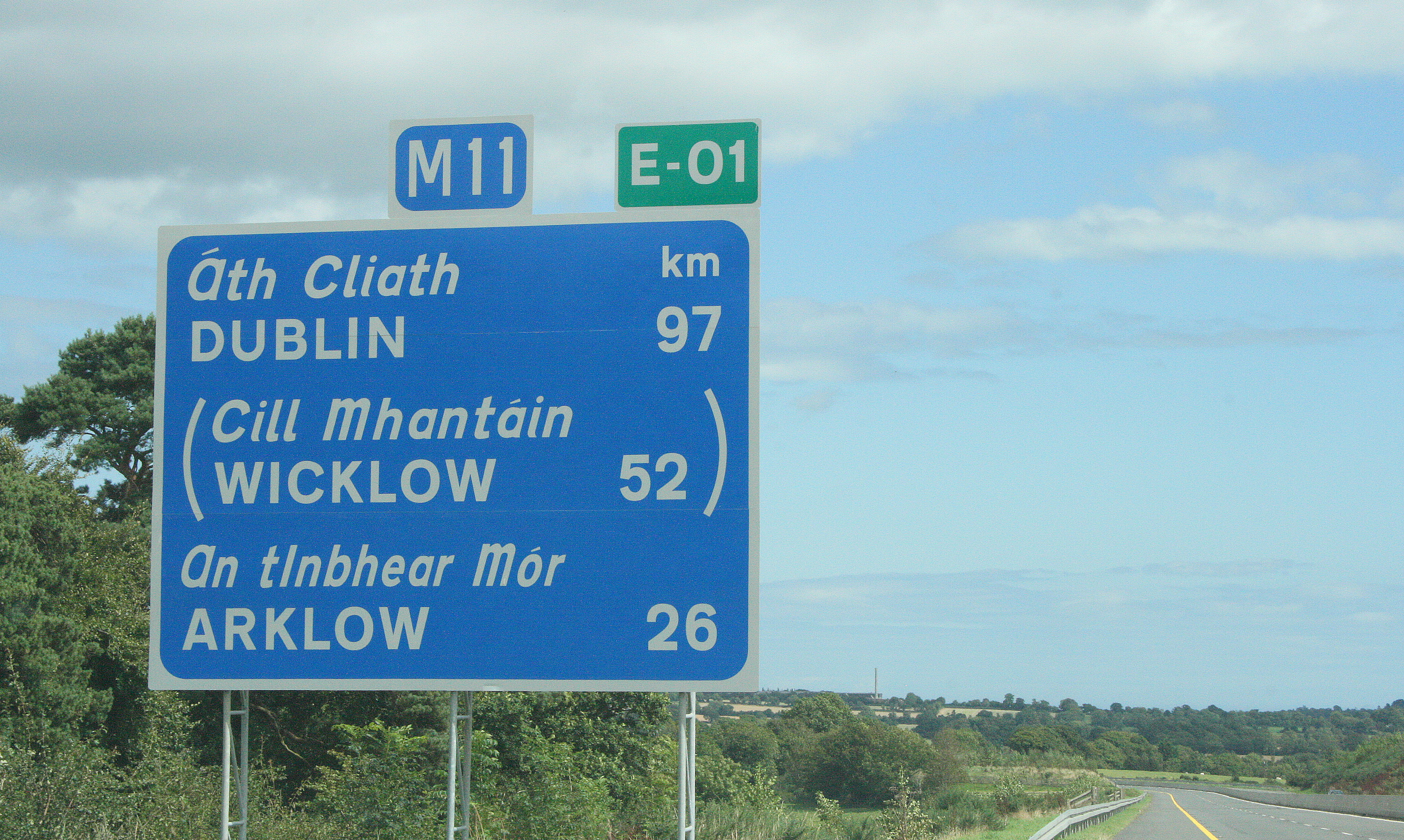
欧洲E1公路爱尔兰韦克斯福德路段
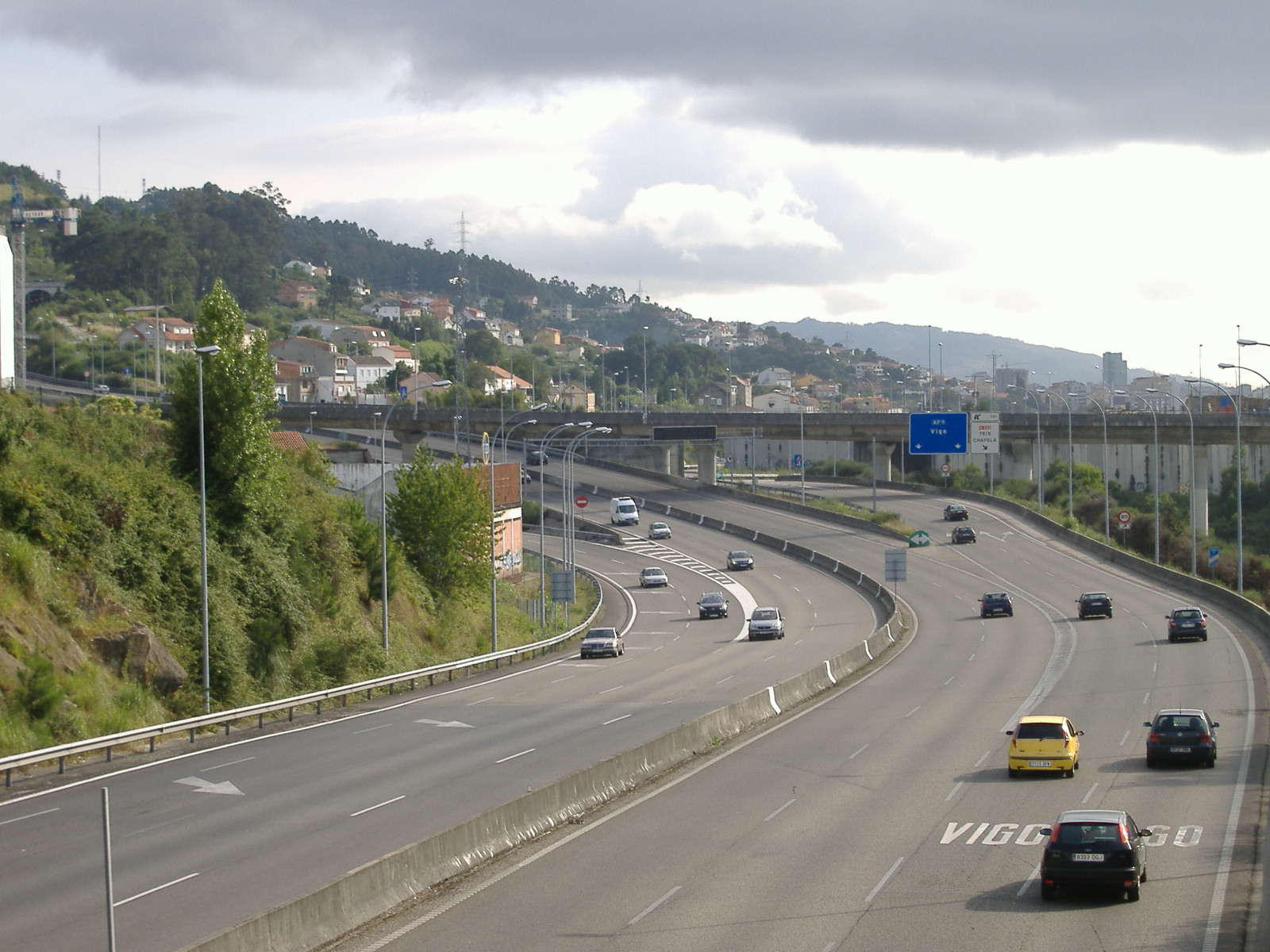
欧洲E1公路西班牙維戈路段
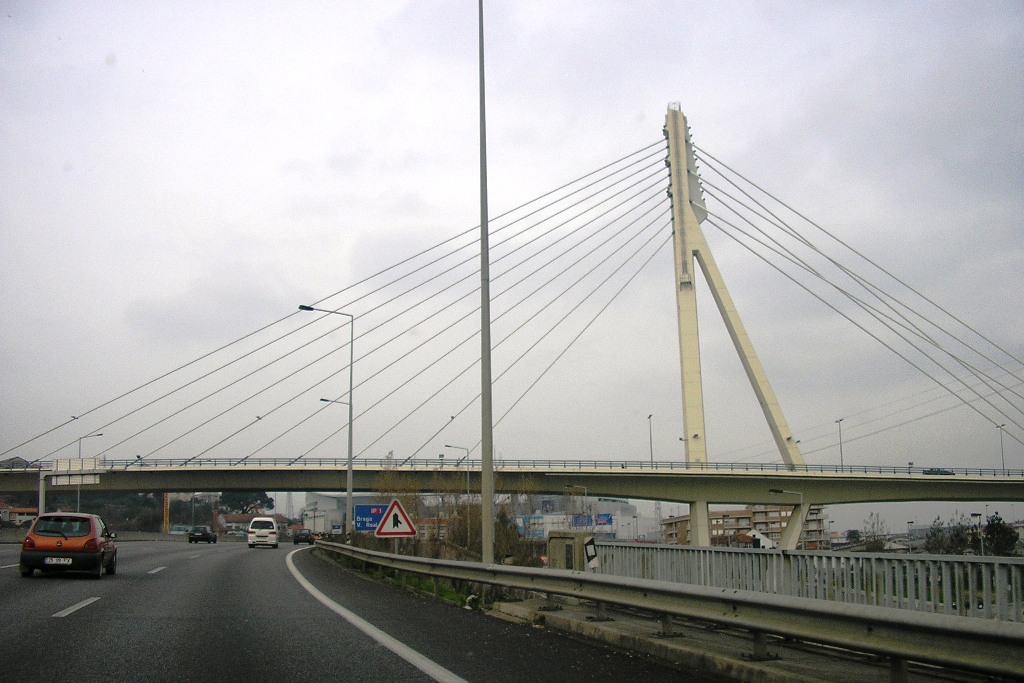
欧洲E1公路经过葡萄牙波尔图路段